# Walter Ayoví
Walter Orlando Ayoví (Camarones, 11 augustus 1979) is een voormalig Ecuadoraans voetballer die speelde als verdediger, maar ook uit de voeten kon als (centrale) middenvelder. Hij is een neef van voetballer Jaime Ayoví.

## Clubcarrière
Ayoví, bijgenaamd Macaco, begon zijn profcarrière bij Rocafuerte FC en speelde voor alle grote clubs in zijn vaderland Ecuador. In 2009 vertrok hij naar Mexico, waar hij vier seizoenen uitkwam voor CF Monterrey. Met die club won hij driemaal de CONCACAF Champions League. In 2013 stapte hij over naar CF Pachuca.

## Interlandcarrière
Onder leiding van de Colombiaanse bondscoach Hernán Darío Gómez maakte Ayoví zijn debuut in het Ecuadoraans voetbalelftal op 7 juni 2001 in de vriendschappelijke wedstrijd in en tegen de Verenigde Staten (0–0). Hij viel in die wedstrijd na 63 minuten in voor Wellington Sánchez. Ayoví nam met zijn vaderland onder meer deel aan het wereldkampioenschap voetbal 2002, de Copa América 2007 en het wereldkampioenschap voetbal 2014.

## Erelijst
Emelec
- Campeonato Ecuatoriano

2001, 2002
 El Nacional
- Campeonato Ecuatoriano

2006
 CF Monterrey
- Primera División

Apertura 2009, Apertura 2010
- CONCACAF Champions League

2011, 2012, 2013